# Estnische Badmintonmeisterschaft 2011
Die Estnische Badmintonmeisterschaft 2011 fand vom 4. bis zum 6. Februar 2011 in Tartu statt. Es war die 47. Austragung der Titelkämpfe.

## Medaillengewinner
| Disziplin    | Gold                          | Silber                               | Bronze                           |
| ------------ | ----------------------------- | ------------------------------------ | -------------------------------- |
| Herreneinzel | Raul Must                     | Ingmar Seidelberg                    | Rainer Kaljumäe                  |
| Dameneinzel  | Kati Tolmoff                  | Laura Vana                           | Getter Saar                      |
| Herrendoppel | Ants Mängel Ingmar Seidelberg | Kristjan Kaljurand Kristjan Täherand | Vahur Lukin Einar Veede          |
| Damendoppel  | Karoliine Hõim Laura Vana     | Kati Kraaving Külle Laidmäe          | Kristin Kuuba Helina Rüütel      |
| Mixed        | Ants Mängel Karoliine Hõim    | Raul Käsner Kertu Margus             | Kristjan Kaljurand Laura Tomband |